# Looks and Talent (Don't Always Go Together) (sång)
Looks and Talent (Don't Always Go Together) är en musiksingel av Julian Brandt som släpptes den 11 mars 2009 och var den första singeln från albumet Looks and Talent (Don't Always Go Together).

## Låtförteckning
1. Looks And Talent (Don't Always Go Together) featuring Paulinda Crescentini (Single Version)
2. Looks And Talent (Don't Always Go Together) featuring Paulinda Crescentini (Extended Nightwalk Mix)
3. Shoot An Arrow

## Låtinformation
Låt 1-3 är skrivna av Julian Brandt och publicerade av Imperial Publishing